# Piteå museum
Piteå museum är ett museum i Piteå som invigdes 1936. Museet drivs av Föreningen Piteå museum, tidigare Pitebygdens fornminnesförening. Sedan 1980 huserar museet i Piteås tidigare rådhus vid Rådhustorget.